# 多齿微柱麻
多齿微柱麻（学名：Chamabainia cuspidata var. denticulosa）为荨麻科微柱麻属下的一个变种。

## 扩展阅读
- 維基物種上的相關：多齿微柱麻